# Vitín
Vitín (en allemand : Wittin) est une commune du district de České Budějovice, dans la région de Bohême-du-Sud, en République tchèque. Sa population s'élevait à 456 habitants en 2020.

## Géographie
Vitín se trouve à 10 km au nord-est de Hluboká nad Vltavou, à 14 km au nord-nord-est de České Budějovice et à 111 km au sud de Prague.
La commune est limitée par Hosín à l'ouest et au nord-ouest, par Drahotěšice au nord, par Ševětín à l'est, par Lišov à l'est et au sud-est, et par Chotýčany au sud.

## Histoire
La première mention écrite du village date de 1543.